# Joseph Le Sciellour
Joseph Le Sciellour, né le 13 octobre 1907 à Trélazé (Maine-et-Loire) et décédé le 10 avril 1954  à Trélazé (Maine-et-Loire), est un homme politique français.

## Biographie
Membre de la première et de la seconde Assemblée nationale constituante (Maine-et-Loire).
Il est député du Maine-et-Loire de 1946 à 1954.
Joseph Le Sciellour est né le 13 octobre 1907 à Trélazé, dans le département de Maine-et-Loire. Fils d'ouvrier ardoisier, il commence lui-même à travailler, encore adolescent, comme ouvrier carrier dans les mines d'ardoise de la région. Joseph Le Sciellour s'engage très tôt dans l'action syndicale, en militant dans les rangs de la CFTC : il n'est pas encore trentenaire quand il est élu secrétaire général de la Fédération CFTC des mineurs de l'Ouest et secrétaire général de l'union des Syndicats CFTC de Maine-et-Loire ; il siège également au Bureau de la Fédération nationale des mineurs.
Engagé dans les rangs de la Résistance, Joseph Le Sciellour reçoit pour son action la Médaille de la Reconnaissance française. Il s'engage à la Libération dans l'action publique, d'abord comme adjoint au maire de sa ville natale de Trélazé, puis comme candidat aux élections du 21 octobre 1945 pour la première Assemblée Constituante, en deuxième place sur la liste MRP conduite par Charles Barangé dans le Maine-et-Loire. La liste recueille 74 383 voix sur 234 113 suffrages exprimés, et emporte trois des six sièges à pourvoir ; Joseph Le Sciellour et le troisième de la liste MRP, Joseph Barbary, bénéficient du système de la répartition des restes à la plus forte moyenne. Les autres sièges échoient au candidat de la liste d'entente républicaine Bernard Huet, au socialiste Auguste Allonneau et au gaulliste Étienne de Raulin-Varangot.
Joseph Le Sciellour est nommé membre de la Commission du travail et de la sécurité sociale. Il déposa un rapport au nom du 8e bureau sur les opérations électorales du département de Saône-et-Loire. Il soutient le programme de nationalisations du GPRF, mais se prononce le 19 avril 1946 contre le premier projet de Constitution de la IVe République. Le texte est rejeté par le référendum du 5 mai, ce qui rend nécessaire la convocation d'une seconde Assemblée constituante.
Ces élections se tiennent le 2 juin. La liste MRP, toujours emmenée par Charles Barangé, est en nette progression, avec 108 248 voix sur 246 584 suffrages exprimés ; elle emporte quatre sièges, les deux autres allant au socialiste Auguste Allonnneau et au communiste Georges Morand.
Joseph Le Sciellour retrouve la Commission du travail et de la sécurité sociale. Il est l'auteur, le 20 septembre 1946, d'une proposition de loi tendant à modifier le décret-loi du 30 octobre 1935 sur le régime applicable aux assurances sociales dans l'agriculture ; il rédige en outre un rapport, le 12 juin 1946, au nom du 10e bureau, sur les opérations électorales du département de la Vendée.
A l'instar de ses collègues du groupe MRP, Joseph Le Sciellour approuve le nouveau projet de Constitution voté par l'Assemblée le 28 septembre 1946 et ratifié par référendum le 13 octobre ; il présente de nouveau sa candidature aux élections du 10 novembre. Les positions de la liste MRP sont stables, avec 118 775 voix sur 230 099 suffrages exprimés et trois élus ; Auguste Allonneau et Georges Morand sont par ailleurs réélus, le dernier siège allant au candidat de la « liste républicaine unique antitripartiste », Jean de Geoffre.
Joseph Le Sciellour siège à la Commission de l'éducation nationale (1947), à la Commission des territoires d'outre-mer (1948), à la Commission du travail et de la sécurité sociale (1949) et à la Commission de la production industrielle (1950, 1951). Il est par ailleurs nommé membre de la Haute Cour de justice. Au cours de cette législature, Joseph Le Sciellour est l'auteur de nombreuses propositions de loi ou de résolution. Il dépose notamment, le 21 février 1947, une proposition de loi tendant à instituer le régime de la représentation proportionnelle dans l'élection des membres des comités d'entreprise ; mais la plupart de ses textes et la quasi-totalité de ses interventions portent sur l'organisation des assurances sociales dans le secteur agricole et minier.
Au cours de la législature, Joseph Le Sciellour vote la confiance au cabinet Blum (17 décembre 1946) et au cabinet Ramadier (4 mai 1947) ; favorable au projet de loi sur le statut de l'Algérie (27 août), il vote contre la question de confiance à la suite de laquelle Paul Ramadier se sépare de ses ministres communistes (30 octobre). Joseph Le Sciellour vote contre la nationalisation des écoles des houillères (14 mai 1948), mais approuve le projet de loi relatif à la ratification de l'accord bilatéral de coopération économique (plan Marshall, présenté le 7 juillet), le projet de loi relatif à la constitution du Conseil de l'Europe (9 juillet 1949), le projet de loi tendant à la ratification du pacte de l'Atlantique (26 juillet) et la loi électorale instituant le système des apparentements (7 mai 1951).
Le paysage électoral du Maine-et-Loire sort bouleversé des élections législatives du 17 juin 1951 : la liste RPF de Victor Chatenay et Diomède Catroux emporte trois des six sièges à pourvoir. Grâce à l'apparentement conclu avec la liste de l'Union des Indépendants et Paysans emmenée par Bernard Manceau et qui prive le parti communiste de son député sortant, la liste MRP de Charles Barangé parvient à limiter les effets de son recul : avec 47 231 voix sur 229 761 suffrages exprimés, elle retrouve deux de ses trois sièges, assurant ainsi à Joseph Le Sciellour une réélection qui semblait à première vue largement compromise.
Nommé membre de la Commission de la production industrielle (1951,1953, 1954), de la Commission du travail et de la sécurité sociale (1951) et de la Commission de l'éducation nationale (1953), Joseph Le Sciellour est en outre désigné par la Commission de la production industrielle pour faire partie de la commission de coordination chargée des questions relatives à la CECA et de la sous-commission chargée de suivre et d'apprécier la gestion des entreprises nationalisées et des sociétés d'économie mixte. Son activité parlementaire, au cours de cette législature, se fait moins intense. Il est l'auteur d'une proposition de loi et d'un rapport, déposé au nom de la Commission de la production industrielle, se rapportant tous deux, au problème des assurances sociales dans les mines et dans l'agriculture.
À l'occasion des principaux votes de la législature, Joseph Le Sciellour se prononce pour la proposition relative au compte spécial scolaire, dite loi Barangé-Marie (21 septembre 1951) ; il vote en faveur de l'adoption du projet de loi relatif à la création de la CECA (13 décembre) et soutient la formation du cabinet Pinay (6 mars 1952) et du cabinet Laniel (26 juin 1953).
Frappé par la maladie, il doit progressivement interrompre ses activités politiques. Il décède le 10 avril 1954 dans son village natal de Trélazé ; son décès est annoncé à l'Assemblée nationale le 4 mai 1954.

## Détail des fonctions et des mandats
Mandat parlementaire
- 21 octobre 1945 - 10 avril 1954 : Député de Maine-et-Loire